# مراز حسین اوپی
مراز حسین اوپی (بنگالی: মারাজ হোসেন অপি؛ زادهٔ ۱۰ مارس ۲۰۰۱) بازیکن فوتبال اهل بنگلادش است.
وی همچنین در تیم‌های ملی فوتبال زیر ۲۳ سال بنگلادش، و بنگلادش بازی کرده است.